# Liste der Zuflüsse zur Hudson Bay
Die Liste der Flüsse zur Hudson Bay enthält die wesentlichen Zuflüsse zur Hudson Bay mit James Bay und Ungava Bay des Arktischen Ozeanes. Die gesamte Fläche des Einzugsgebietes beträgt etwa 3,9 Millionen km³ mit einer mittleren Schüttung von etwa 30.900 m³/s und umfasst Teilgebiete der fünf kanadischen Provinzen Alberta, Saskatchewan, Manitoba, Ontario und Québec, den beiden Territorien Northwest und Nunavut, sowie von vier US-Bundesstaaten (Montana, South Dakota, North Dakota und Minnesota). Die beiden Hauptzuflüsse sind La Grande Rivière in Québec und Nelson River in Manitoba, beide haben einen mittleren Abfluss von über 3000 m³/s. 
Die Flüsse sind hier in der Reihenfolge ihrer Mündung im Uhrzeigersinn aufgeführt, beginnend mit dem knapp unterhalb des Cape Chidley gelegenen Rivière George.

## Flüsse in Québec
- Rivière George
- Rivière Qurlutuq
- Rivière Marralik
- Rivière à la Baleine
- Rivière False
- Rivière Koksoak
- Rivière aux Feuilles
- Rivière Arnaud
- Rivière Kovik
- Rivière de Puvirnituq
- Rivière Kogaluc
- Rivière Innuksuac
- Rivière Qikirtaluup Kuunga
- Rivière Nastapoka
- Rivière du Nord (in den Lac Guillaume-Delisle)
- Rivière au Caribou (in den Lac Guillaume-Delisle)
- Rivière à l’Eau Claire (in den Lac Guillaume-Delisle)
- Rivière De Troyes (in den Lac Guillaume-Delisle)
- Petite rivière de la Baleine
- Grande rivière de la Baleine
- Rivière au Phoque
- Rivière Roggan
- La Grande Rivière
- Rivière Eastmain
- Rivière Pontax
- Rivière Rupert
- Rivière Broadback
- Rivière Nottaway
- Rivière Harricana

## Flüsse in Ontario
- Partridge River
- Moose River
- Albany River
- Kapiskau River
- Lawashi River
- Attawapiskat River
- Ekwan River
- Winisk River
- Severn River

## Flüsse in Manitoba
- Hayes River
- Nelson River
- Churchill River
- South Knife River
- North Knife River
- Seal River
- Little Seal River
- Caribou River

## Flüsse in Nunavut
- Geillini River
- Thlewiaza River
- Tha-anne River
- Ferguson River
- Wilson River
- Kazan River (in den Baker Lake / Chesterfield Inlet)
- Thelon River (in den Baker Lake / Chesterfield Inlet)
- Lorillard River
- Brown River (in die Wager Bay)
- Kirchoffer River (auf Southampton Island)
- Koukdjuak River (auf Baffin Island)

## Wasserumleitungen zur Stromgewinnung
- Baie-James-Wasserkraftprojekt
- Nelson River-Wasserkraftprojekt